# Daneen Boone
Daneen Boone (nacida y criada en Niagara Falls, Ontario, Canadá) es una actriz pornográfica canadiense, ella es más conocida por su personaje "Justine" y por ser la protagonista en la serie de comedia/erotismo/aventura The Adventures of Justine (Las aventuras de Justine) que consta de siete episodios.

## Filmografía
- Emmanuelle in Space (1994) — Theresa Boone
- Emmanuelle 4: Concealed Fantasy (1994) — Theresa Boone
- The Adventures of Justine (1995-1997) — Justine
  - Justine: A Private Affair (1995) — Justine
  - Justine: Crazy Love (1995) — Justine
  - Justine: Exotic Liaisons (1995) — Justine
  - Justine: Wild Nights (1995) — Justine
  - Justine: In the Heat of Passion (1996) — Justine
  - Justine: Seduction of Innocence (1996) — Justine
  - Justine: A Midsummer Night's Dream (1997) — Justine
- Exposé (1997) — Heather
- The Pentagon Papers (2003) — Blonde at Russo's
- Love Wine (2005) — Melaney

## Apariciones en televisión
- Beverly Hills Bordello (1996)
- Butterscotch (1997)
- Drawing the Line (1996)
- Butterscotch Sunday (1997)
- Odyssey 5 (2002)
- Pilot (2002)
- Game Day (2003)
- Playmakers (2003)
- The Pentagon Papers (2003)